# Europäischer Rat für Toleranz und Versöhnung
Der Europäische Rat für Toleranz und Versöhnung (engl.: European Council on Tolerance and Reconciliation; ECTR) ist eine nichtstaatliche Organisation, die am 7. Oktober 2008 in Paris gegründet wurde, um die Toleranz in Europa zu überwachen. Vorsitzender des ECTR und ebenso des Europäischen Jüdischen Kongresses ist Wjatscheslaw Mosche Kantor.
Der ECTR versteht sich als „Watchdog“ für Toleranz und bereitet praktische Empfehlungen für Regierungen und internationale Organisationen vor, um die interreligiösen und interethnischen Beziehungen in Europa zu verbessern. 
Im Jahr 2013 legte der ECTR dem EU-Parlament ein Europäisches Rahmenstatut zur nationalen Förderung der Toleranz vor, das mit Blick auf mögliche Gefährdungen insbesondere der Meinungsfreiheit auf Kritik stieß.

## Mitglieder
Dem ECTR gehören neben anderen folgende Personen an:
- Wjatscheslaw Mosche Kantor, Präsident des European Jewish Congress und Präsident des World Holocaust Forum
- José María Aznar, ehemaliger Premierminister von Spanien
- Georges Vassiliou, ehemaliger Präsident von Zypern
- Vaira Vīķe-Freiberga, ehemalige Präsidentin von Lettland
- Rita Süssmuth, ehemalige Präsidentin des Deutschen Bundestags
- Igor Sergejewitsch Iwanow, ehemaliger Außenminister und Präsident des Nationalen Sicherheitsrats der Russischen Föderation, Professor der MGIMO-Universität
- Milan Kučan, ehemaliger Präsident von Slowenien
- Alfred Moisiu, ehemaliger Präsident von Albanien
- Göran Persson, ehemaliger Premierminister von Schweden
- Tony Blair, ehemaliger Premierminister Vereinigtes Königreich
- Vilma Trajkovska, Präsidentin der Boris Trajkovski International Foundation
- Sebastian Kurz, ehemaliger Bundeskanzler von Österreich[4]

## Ehemalige Mitglieder
- Erhard Busek († 2022), österreichischer Politiker
- Talât Sait Halman († 2014), ehemaliger türkischer Kulturminister und Professor der Bilkent-Universität